# Burg Mägdeberg
Die Burg Mägdeberg ist eine mittelalterliche Burgruine 1,5 Kilometer südwestlich von Mühlhausen-Ehingen im Landkreis Konstanz in Baden-Württemberg, Deutschland.

## Geographische Lage
Bei der auf dem bewaldeten Mägdeberg im Hegau gelegenen Burg handelt es sich um den Typus der Höhenburg. Die Ruine steht auf rund 654 Meter über Normalnull und ist strategisch günstig gelegen, umringt von weiteren Burgen. In unmittelbarer Nachbarschaft zur Burg Mägdeberg, circa zwei Kilometer südöstlich, befindet sich die Burg Hohenkrähen und fünf Kilometer in nordwestlicher Richtung bei Engen, d. h. in Sichtweite, die Burg Hohenhewen. Die Anfahrt zur heute verwilderten Ruine Mägdeberg erfolgt über Mühlhausen. Etwa 300 Meter von der Ruine entfernt befindet sich ein Wanderparkplatz.

## Geschichte

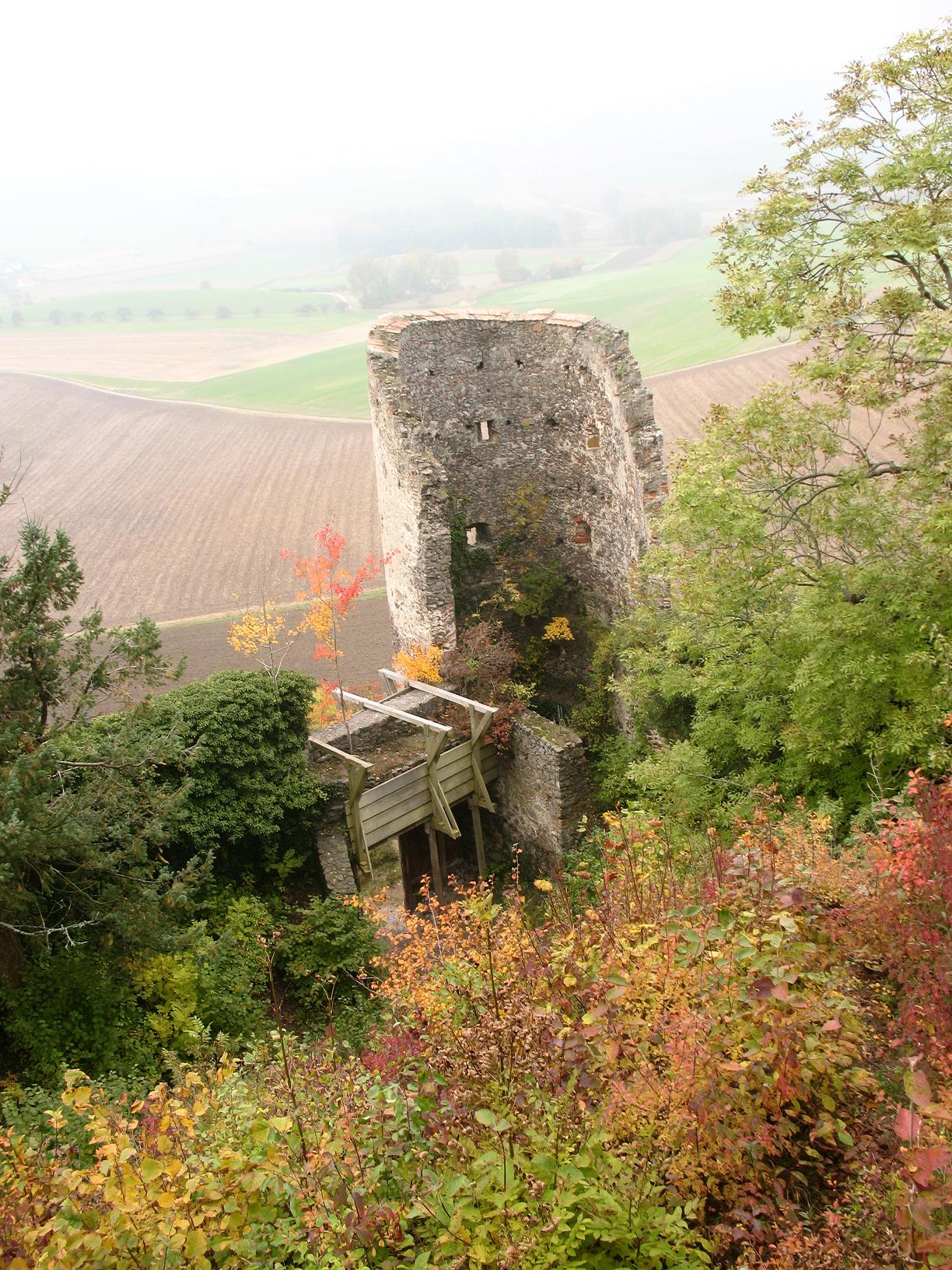
Schalenturm

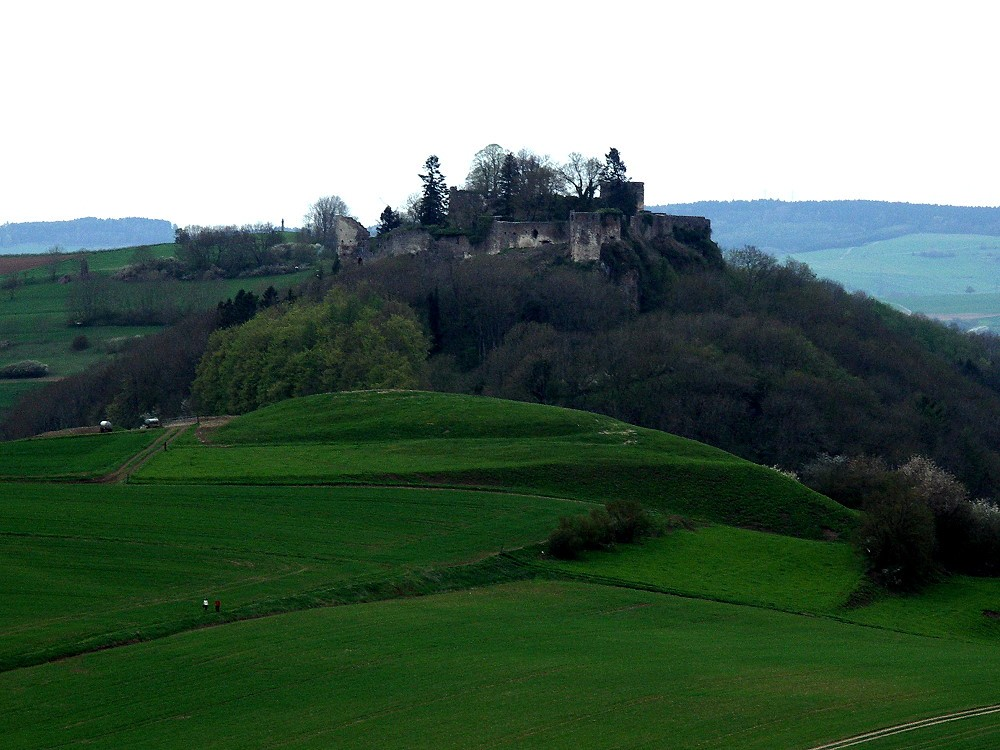
Der Mägdeberg vom Hohenkrähen aus gesehen

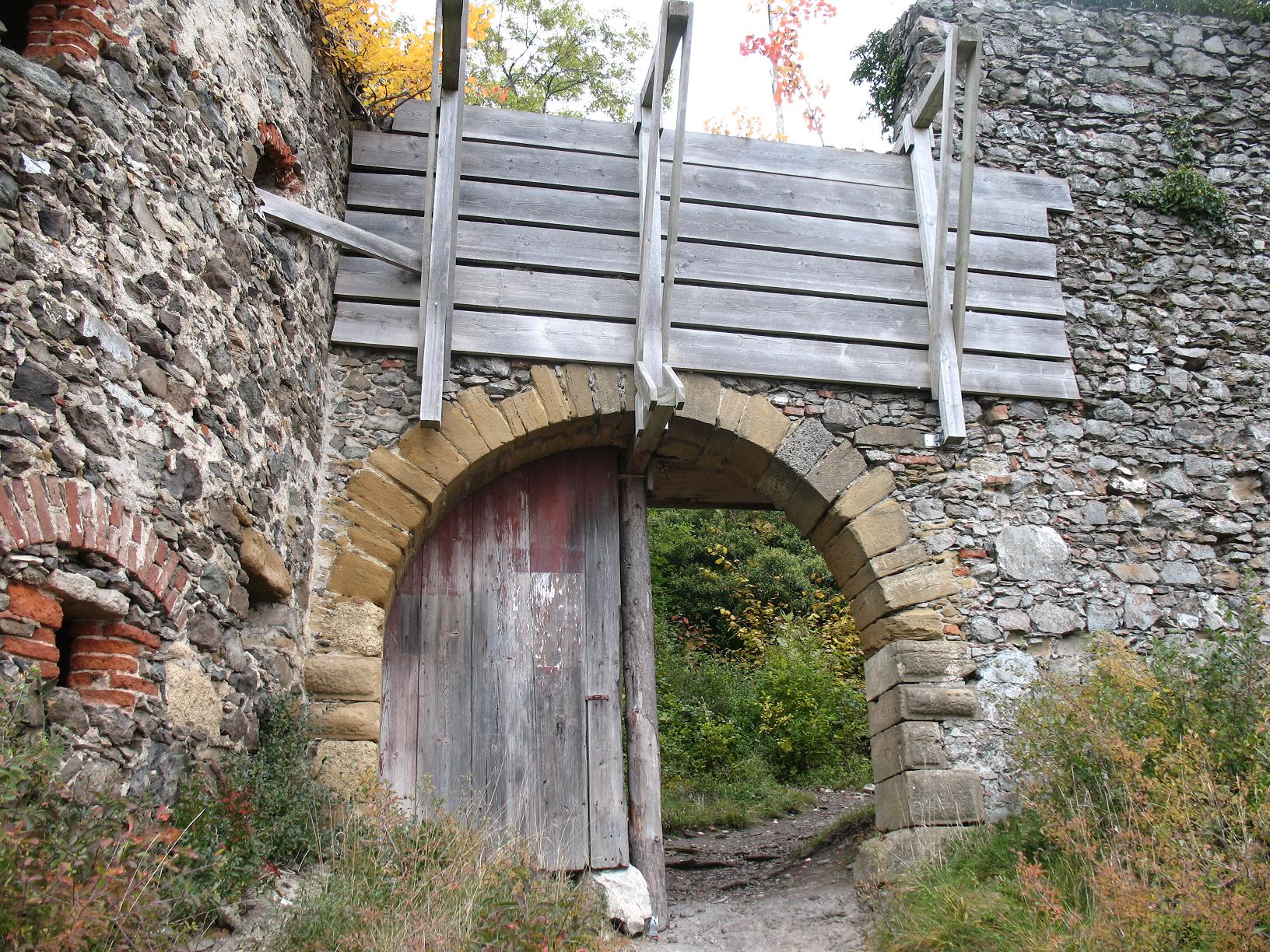
Erstes Tor

Die Geschichte der Burg Mägdeberg ist eng mit der Geschichte des nordöstlich davon gelegenen Dorfes Mühlhausen verbunden. Seit dem 10. Jahrhundert hatte das Kloster Reichenau die Herrschaft über den Mägdeberg und Mühlhausen inne. Unter dem Reichenauer Abt Konrad von Zimmern wurde zwischen 1235 und 1240 die Burg auf dem Mägdeberg gebaut. Sie wurde 1240 als castrum Megideberc erstmals urkundlich erwähnt.
Ab 1337 war die Reichenauer Ministerialenfamilie von Dettingen (oder Tettingen) auf der Burg, die sie um 1343, zusammen mit anderen Burgen, als Pfand in ihren Besitz übernahm. Ungefähr zu dieser Zeit traten auch die Grafen von Württemberg und die Herzöge von Österreich als Kaufinteressenten auf. Streitobjekt war die Burg, da beide beabsichtigten, ihre Stellung im Hegau auszubauen.
1358 verkaufte Abt Eberhard von Brandis (1343–1379) die Burg an die Habsburger, die Herzöge Rudolf IV., Friedrich III., Albrecht III. und Leopold III. von Österreich. Etwa drei Monate später, im Jahre 1359, erwarben die Grafen Ulrich IV. und Eberhard II. von Württemberg die Burg Mägdeberg, eine höchst kuriose Situation, da die Burg scheinbar gleichzeitig von zwei Verkäufern an zwei Käufer ging. Dem Württemberger gelang es allerdings schneller, sich in der Burg festzusetzen. Da aber die Habsburger die württembergische Unterstützung brauchten, blieb der illegale Zweitverkauf an die Grafen von Württemberg vorerst ohne Folgen.
Im Jahr 1378 kam es aufgrund einer lang andauernden Fehde der württembergischen Grafen mit den oberschwäbischen Städten zur Zerstörung der Burg durch Truppen des Oberschwäbischen Städtebundes. Die Burg wurde dabei von Konstanzer Truppen belagert, woraufhin 18 Bauern aus Mühlhausen desertierten, und der Rest der Mannschaft bald danach ebenfalls aufgab. Dies war eine der ersten Belagerungen im Hegau mit großen Feuerwaffen. Die eingenommene Burg wurde anschließend geplündert und zerstört.
Über 100 Jahre lag die Ruine Mägdeberg brach, bis sie 1479 durch Graf Eberhard im Bart wieder aufgebaut wurde. Vom Mägdeberg aus belagerte er die benachbarte Burg Hohenkrähen, da er mit deren Herren in Fehde lag. Jetzt rächte sich der illegale Verkauf von 1359. So erhob etwa zur gleichen Zeit Sigmund von Österreich Anspruch auf die Burg Mägdeberg, da er auf den ungültigen Kauf von 1359 beharrte. Als er damit scheiterte, ließ der Österreicher ein 3400 Mann starkes Heer vor der Burg aufmarschieren. Darunter befanden sich über tausend Mann Infanterie und 400 Mann Kavallerie. Nach gut zehn Tagen nahm die kampflose Belagerung ein Ende, und die Burg wurde übergeben. Um 1480/81 verzichtete Eberhard im Bart schließlich gänzlich auf die Burg und diese gelangte in den Besitz Österreichs.
Ab 1485 wurde die Burgruine auf Kosten des Erzherzogs von Österreich wieder aufgebaut und befestigt. Nach Fertigstellung des Ausbaus um 1500 wurde die Burg als Pfandschaft und Lehen von Österreich vergeben. Wahrscheinlich 1545 wurde in der Südostecke des Burgbergrings das neue Schloss gebaut.
Im Deutschen Bauernkrieg wurde die Burg 1525 durch Bauern aus der Umgebung besetzt, jedoch nicht zerstört. Von 1528 bis 1620 war sie Lehen der Herren von Reischach.
1633 wurde die schon Festungscharakter besitzende Burg im Dreißigjährigen Krieg (1618–1648) durch schwedische und württembergische Soldaten eingenommen und geplündert.
1634 ließ Konrad Widerholt, der Kommandant der Festung Hohentwiel, die Burgen Mägdeberg und Hohenkrähen niederbrennen, um so möglichen Feinden der Festung Hohentwiel keinen Schlupfwinkel zu bieten.
Der dritte Aufbau der Burg erfolgte zwischen 1650 und 1653. Dieser kam eher einer notdürftigen Instandsetzung gleich. Die Burg kam 1657 als Lehen an die Herren von Rost (bis 1762).
Im Jahre 1700 befand sich die Anlage in einem so schlechten Zustand, dass sie aufgegeben wurde. 1710 begann der Abbruch der Burg.
1774 kam sie als Lehen an die Grafen von Enzenberg. Im Jahr 1788 wurde die Ursulakapelle aufgehoben,   zwischen 1820 und 1830 stürzte ihr Dach ein.
1840 gelangte die Burgruine in den Besitz der Gräfin von Langenstein, seit 1872 ist der Mägdeberg im Besitz der Grafen Douglas von Langenstein.

## Baubeschreibung

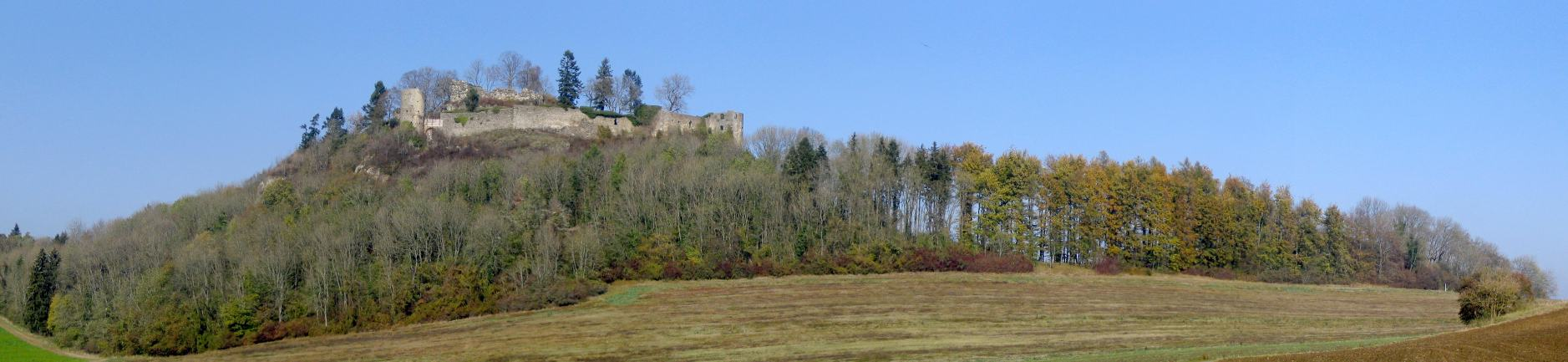
Der Mägdeberg im Herbst 2003

Die Burganlage ist frei zugänglich. Das Steinquader-Mauerwerk ist rundum geschlossen und in gutem Zustand, so dass sich Form und Ausmaße der einstigen Burg weitestgehend erhalten haben. Die Reste weisen auf eine eindrucksvolle Verteidigungsanlage hin, die jedoch keineswegs so uneinnehmbar wie die Festung Hohentwiel war. Die Burg Mägdeberg wurde bis ins 17. Jahrhundert insgesamt dreimal zerstört. Nach ihrer Aufgabe Ende des 17. Jahrhunderts kam es zur Ausschlachtung der Burg und Nutzung als Steinbruch.
Der Festungsbau gliedert sich in eine Oberburg (Hauptburg) und eine Unterburg (Vorburg). Sie veranschaulicht die Bauweise der verschiedenen Abschnitte des Mittelalters. Die Gipfelburg stammt aus dem Hochmittelalter. Die Rundgeschütztürme entstanden im Spätmittelalter.

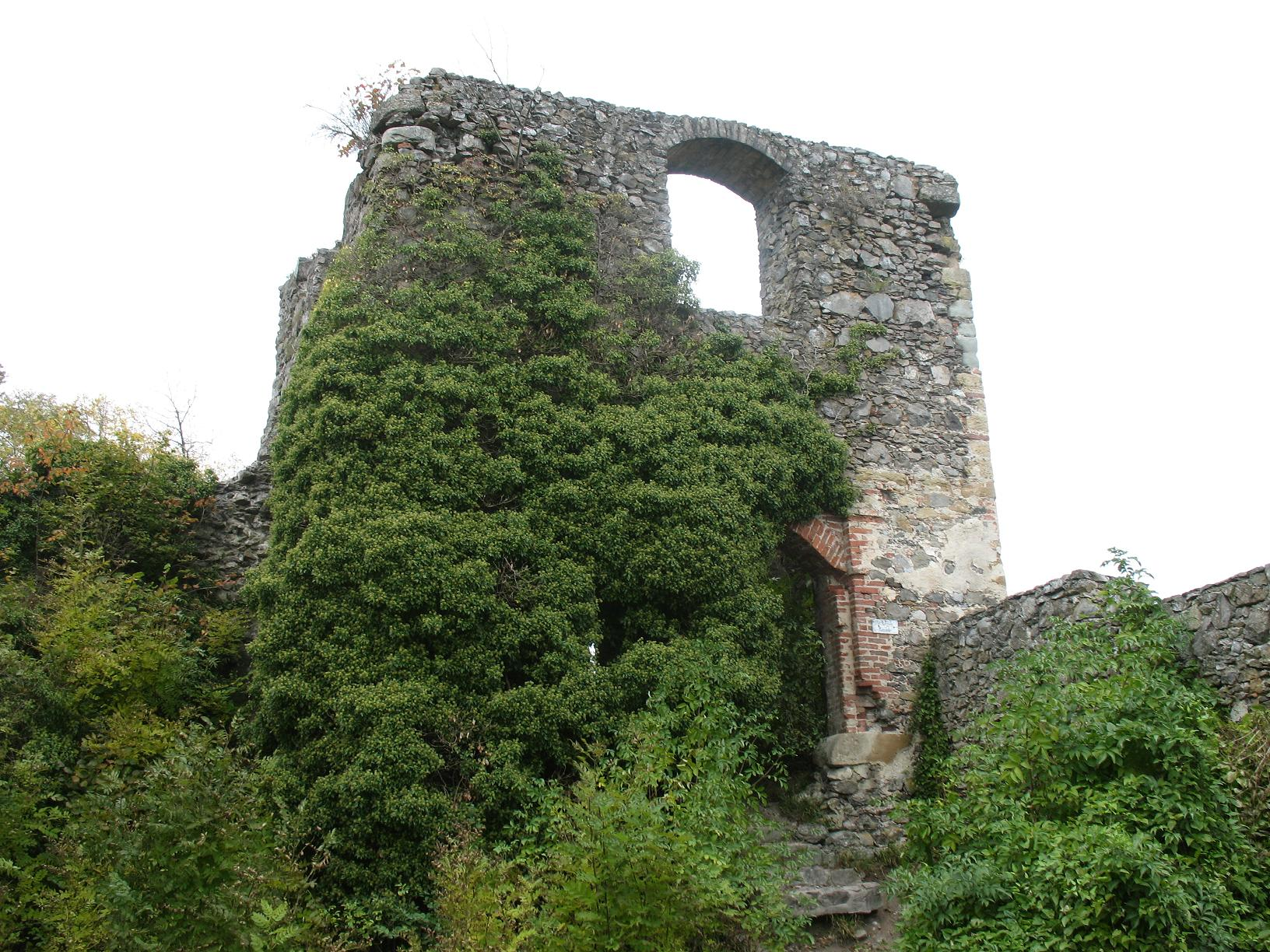
Ursulakapelle

Der Zugang zur Burg erfolgte aus östlicher Richtung durch das erste Burgtor (?). Über einen flach ansteigenden rampenartigen Aufgang, der gegen Süden mit einer Mauer abgestützt wurde, gelangte man zum zweiten Burgtor. Dessen Linke wurde durch einen mächtigen Schalenturm flankiert. Rechterhand schließt sich der Zwinger an. Vor dem oberen Torgebäude befindet sich ein großer Vorhof. Im dritten Burgtor, im doppelstöckigen und an der Stirnseite dickwandigen Torgebäude zur Hauptburg, stand das noch zuletzt genutzte Gebäude, die Ursulakapelle, bis ihr Dach einstürzte. Die Hauptburg selber steht auf gewachsenem Fels. In der Hauptburg befinden sich die Reste des Palas.